# Синенко Максим Денисович
Синенко Максим Денисович (нар. 27 квітня 1902 — пом. 10 лютого 1991) — радянський військовик, генерал-лейтенант танкових військ (11.07.45).

## Біографія
Народився 27 квітня 1902 року в селі Нововолодимирівка Херсонського повіту Херсонської губернії. Українець.
В лавах РСЧА з 1924 року. Обіймав посади політрука роти, секретаря партбюро стрілецького полку, інструктора політвідділу стрілецької дивізії, військового комісара полку в Українському ВО.
У 1936 році закінчив Військову академію механізації і моторизації РСЧА імені Й. В. Сталіна.
У грудні 1936 року призначений командиром танкового батальйону 19-ї механізованої бригади Ленінградського ВО.
У листопаді 1937 року направлений до Академії Генштабу РСЧА, яку закінчив у 1939 році. З червня 1939 року — начальник штабу 6-ї танкової бригади.
Учасник радянсько-фінської війни як начальник штабу 20-ї важкої танкової бригади.
З квітня 1940 року — командир 17-ї окремої легкотанкової бригади Закавказького ВО.
11 березня 1941 року призначений командиром 54-ї танкової дивізії 28-го механізованого корпусу Закавказького ВО.
Учасник німецько-радянської війни з червня 1941 року. Після розформування управління 28-го механізованого корпусу, 54-та танкова дивізія увійшла до складу 47-ї армії. У бойових діях дивізія участі не брала. 18 жовтня 1941 року 54-ту танкову дивізію було розформовано й на її базі створено 55-ту танкову бригаду, командиром якої призначено полковника М. Д. Синенка.
У травні 1942 року призначений заступником начальника Автобронетанкового управління РСЧА (АБТУ) з бойового використання і застосування танкових військ Північно-Кавказького фронту.
4 вересня 1942 року полковник М. Д. Синенко призначений командиром 3-го танкового корпуса.
10 листопада 1942 року присвоєно військове звання «генерал-майор танкових військ».
4 листопада 1943 року звільнений з посади командира 3-го танкового корпуса й призначений начальником управління бойової підготовки Головного управління формування і бойової підготовки бронетанкових і механізованих військ РСЧА, а з квітня 1943 року — перший заступник начальника цього ж управління.
У вересні 1944 року призначений заступником командувача 5-ю гвардійською танковою армією, а з березня 1945 року й до кінця війни — командуючий 5-ю гвардійською танковою армією.
11 липня 1945 року присвоєно військове звання «генерал-лейтенант танкових військ».
З січня 1946 по липень 1948 років — начальник 1-го Ульяновського танкового училища.
У 1948–1952 роках — генерал-інспектор Головної інспекції ЗС СРСР.
У серпні 1952 року вийшов у запас.
Мешкав у Москві. Помер 10 лютого 1991 року.

## Нагороди
Нагороджений орденом Леніна, чотирма орденами Червоного Прапора, орденами Кутузова 1-го та 2-го ступенів, орденом Вітчизняної війни 1-го ступеня й медалями.